# Amphipholis similis
Amphipholis similis is een slangster uit de familie Amphiuridae.
De wetenschappelijke naam van de soort werd in 1933 gepubliceerd door Theodor Mortensen.